# Thomas et ses amis : Tous en avant !
Thomas et ses amis : Tous en avant ! (Thomas and Friends: All Engines Go) est une série télévisée éducative et animée pour enfants développée par Rick Suvalle qui a été diffusée en première sur le bloc Cartoonito de Cartoon Network aux États-Unis le 13 septembre 2021 et sur Treehouse au Canada le 18 septembre 2021.
La série sert de reboot de la série originale Thomas et ses amis qui s'est déroulée de 1984 à 2021. Il était initialement prévu que ce soit une continuation de la série originale (avec les deux saisons étiquetées comme séries 25 et 26), mais Mattel Television a confirmé plus tard qu'il s'agissait d'une série distincte. Il introduit « une toute nouvelle approche du contenu de Thomas et ses amis », avec un nouveau style d'animation et une nouvelle structure d'histoire.
Contrairement à la série originale, Tous en avant ! a été développé en Amérique du Nord plutôt qu'en Europe.

## Distribution

### Amérique du Nord
- Meesha Contreras (voix 1), David Kohlsmith (voix 2) et Kai Harris (voix 3) comme Thomas, un locomotive-tender bleu et le personnage principal.
- Neil Crone comme Gordon, un locomotive tendre-wagon bleu et la figure paternelle de la distribution principale.
- Glee Dango dans le rôle de Sandy, un speeder de chemin de fer rose qui travaille autour du chantier de réparation.
- Shomoy James Mitchell (voix 1) et Will Bhaneja (voix 2) comme Diesel, un noir diesel locomotive et l' un des amis les plus compétitifs de Thomas.
- Jenna Warren comme Carly, un wagon de grue jaune qui travaille autour de la cour de réparation.
- Charlie Zeltzer comme Percy, un locomotive de réservoir de tender verte et le meilleur ami de Thomas.
- Ava Ro dans le rôle de Kana, un train à grande vitesse japonais lavande et l'ami le plus rapide de Thomas.
- Talia Evans dans le rôle de Nia, un tender locomotive orange qui aime la musique.
- Cory Doran dans le rôle de Cranky, une grande grue verte à quai connue pour son attitude répugnante ; le Wagon-Benne Marron;  Ultratrain, un super-héros dans une série de films ;  et Trainiac, un méchant dans une série de films.
- Luke Marty comme James, un moteur d'appel d'offres rouge égoïste.
- Catherine Disher comme Annie, un entraîneur orange qui travaille avec Clarabel.
- Linda Kash comme Clarabel, un entraîneur orange qui travaille avec Annie.
- Jamie Watson en Bulstrode, une barge automotrice noire, rouge et blanche ;  Le Wagon-Benne Vert ;  et Skiff, un petit voilier avec un châssis à rails.
- Bruce Dow comme Monsieur Haut-De-Forme (Sir Topham Hatt), le contrôleur du chemin de fer Sodor; et Harold, un hélicoptère blanc.
- Kintaro Akiyama dans le rôle de Kenji, un train à grande vitesse en provenance du Japon ; et Hiro, un locomotive d'appel d'offres japonais noir sage et âgé.
- Ivan Sherry comme Winston, un voiture rouge de rails.
- Patrick Kwok-Choon comme Yong-Bao, un train rouge en provenance du Chine
- Kai Harris (voix 1) et Milo Toriel-McGibbon (voix 2) comme Terence, un tracteur orange
- Dan Chameroy comme Beresford un grande grue bleue.
- Dana Puddicombe comme Darcy
- Kaia Oz comme Tess un grue vert.
- Michael Dobson comme Le Pere Noel
- Addison Holley et Evany Rosen comme Riff et Jiff
- Humberly Gonzalez et Thomas Santoro comme Farona et Frederico
- Joe Pingue comme Whiff
- Scott McCord comme Salty, un train diesel qui travaille dans le Porte de Brendam
- Naomi Snieckus / Matt Baram / Diya Kittur: Voix additionnelles

### Royaume-Uni
- Aaron Barashi et Shaun Jemmett dans le rôle de Thomas
- Henri Charles et Oliver Milchard dans le rôle de Percy
- Bruce Dow dans le rôle de Monsieur Gédéon Gibus
- Henry Harrison dans le rôle de Diesel
- Dai Tabuchi comme Hiro et Kenji
- Chloe Raphael comme Kana
- Eva Mohamed dans le rôle de Carly
- Holly Dixon dans le rôle de Sandy
- Jai Armstrong en tant que Wagons-Bennes, Skiff, Harold, Ultratrain et Trainiac
- Sade Smith dans le rôle de Nia
- Sandeep Garcha comme Ashima
- Will Harrison-Wallace dans le rôle de Gordon, Cranky et Bulstrode
- Lobo Chan comme Yong-Bao
- Celeste Waldron comme Tess
- Will Bridgewood comme Terence
- Guy Harris / Matt Coles / Tom Dussek / Jessica Carroll : Voix additionnelles

### Voix françaises
- Émilie Guillaume (voix parlée), Nancy Philippot (voix chantée) : Thomas
- Sophie Pyronnet : Percy
- Catherine Hanotiau : Nia
- Aaricia Dubois : Kana
- Quentin Vanaverbecq (voix parlée), Rafaël Hueso (voix chantée) : Diesel
- Nancy Philippot  : Carly
- Marie Du Bled : Sandy
- Kiu Jérome: Bruno
- Olivier Cuvellier : Gordon
- Benoît Grimmiaux : Sir Topham Hatt, Le Wagon-Benne Vert
- Patrick Waleffe: Cranky, Beresford, Bulstrode, Le Wagon-Benne Marron
- Simon Duprez: James (voix 2), Whiff
- Léonce Wapelhorst, Carine Seront: Annie et Clarabel
- Arnaud Crevecoeur: Kenji
- Sébastien Hébrant: Harold, Skiff, Ultratrain
- Bruno Bulté: James (voix 1)
- Marie-Line Landerwyn: Ashima
- Violette Pallaro, Audrey Devos: Riff et Jiff
- Lola Delcorps, Olivier Prémel: Farona et Frederico
- Raphaelle Bruneau: Terence
- Ludivine Deworst: Tess
- Manon Hansaeuw: Darcy
- Gauthier de Fauconval: Yong-Bao
- Alain Eloy: Salty
- TBA: Le Pere Noel,
- Stany Mannaerts: Hiro

## Droits
Cartoon Network et Netflix détiennent les droits de diffusion et de streaming de la série aux États-Unis. 
La série a été créée le 13 septembre 2021 dans le cadre du bloc de programmation préscolaire Cartoonito de Cartoon Network. La série a été rendue disponible en streaming sur Netflix  le 29 octobre 2021.
Channel 5 a acquis les droits de diffusion de la série au Royaume-Uni et a commencé à la diffuser sur leur Milkshake ! bloc préscolaire le 8 novembre 2021, redoublé avec des comédiens britanniques. Le même jour, la première spéciale d'une heure, intitulée Race for the Sodor Cup a été confirmée pour une sortie en salles le 17 septembre 2021, afin de présenter la série et le nouveau look dans le pays. La série a été créée au Canada sur Treehouse le 18 septembre 2021.
En octobre 2021, Mattel Television a annoncé avoir pré-vendu la série à de nombreux diffuseurs à travers le monde, dont Nick Jr. pour les droits de télévision payante britannique, TF1 en France et WarnerMedia pour les régions MENA, France et Amérique latine.

### Médias à domicile
Le 31 août 2021, Mill Creek Entertainment et la société mère de NCircle Entertainment, Alliance Entertainment, ont annoncé un accord de distribution aux États-Unis et au Canada avec Mattel. Ces droits comprenaient les droits DVD de Tous en avant !, que NCircle distribuerait.
Le premier DVD de la série de NCircle - Time for Teamwork!, est sorti le 7 décembre 2021.